# Arrondissement de Louvain (Dyle)
Pour les articles homonymes, voir Arrondissement de Louvain.
L'arrondissement de Louvain est un ancien arrondissement du département de la Dyle. Il fut créé le 17 février 1800 et supprimé le 11 avril 1814.

## Composition
Il comprenait les cantons de Aerschot, Diest, Glabbeek, Grez-Doiceau, Haecht, Léau, Louvain (deux cantons) et Tirlemont (deux cantons).